# Ampedus bouweri
Ampedus bouweri е вид бръмбар от семейство Полски ковачи (Elateridae).

## Разпространение
Видът е разпространен в Германия, Латвия и Чехия.